# Buszkowiczki
Buszkowiczki est une localité polonaise de la gmina de Żurawica, située dans le powiat de Przemyśl en voïvodie des Basses-Carpates.